# Silba ramuscula
Silba ramuscula är en tvåvingeart som beskrevs av Mcalpine 1964. Silba ramuscula ingår i släktet Silba och familjen stjärtflugor. Inga underarter finns listade i Catalogue of Life.